# Museo Nacional de Arte Oriental (Roma)
El Museo Nacional de Arte Oriental  (en italiano: Museo Nazionale d'Arte Orientale) es un importante museo en Roma, la capital de Italia, dedicado a exponer el arte de los países de Oriente, desde el Medio Oriente hasta Japón.
En particular, el museo tiene una notable colección de artefactos de la zona de Gandhara. Esto se debe a las misiones arqueológicas del Instituto Italiano para Medio y Extremo Oriente (IsMEO) a los sitios budistas y protohistóricos de Swat, a saber, la Butkara Stupa, Barikot, Panr, Aligrama entre otros. Otras colecciones incluyen elementos del Palacio de Mas'ud III y el santuario budista de Tape Sardar en Ghazni, Afganistán, la ciudad prehistórica de Shahr-e Sokhteh, en el este de Irán, y diversos objetos de arte de Nepal, Tíbet (China) y Ladakh recogidos por Giuseppe Tucci en sus viajes en 1928-1948.
El museo está situado en Via Merulana 248, en el Rione Esquilino y exhibe artefactos en 14 salas. Se espera que algunas nuevos espacios se abran pronto: la última, la sala Corea, abrió sus puertas en junio de 2010. Las fotografías de los artefactos están permitidas únicamente haciendo una solicitud al Director del Museo.

## Véase también

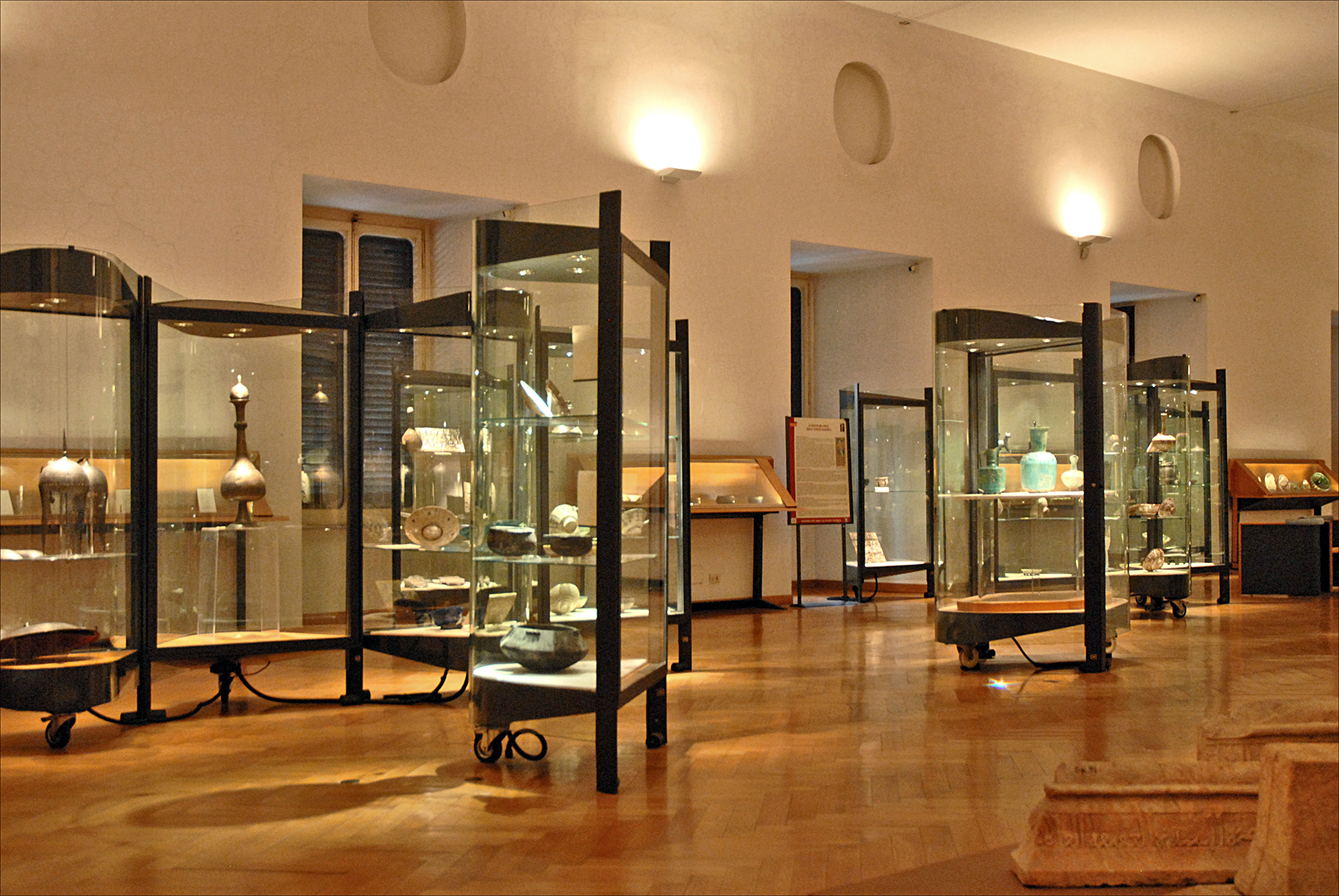
Sala de Arte Islámico